# Doraemon: Nobita to buriki no labyrinth
Doraemon: Nobita to buriki no labyrinth (ドラえもん のび太とブリキの迷宮 （ラビリンス）?, Doraemon - Nobita to buriki no rabirinsu, lett. Doraemon - Nobita ed il labirinto di latta) è un film d'animazione del 1993 diretto da Tsutomu Shibayama.
Si tratta di un film per bambini (Kodomo), il quattordicesimo tratto dalla serie Doraemon di Fujiko Fujio.

## Trama
Durante una serata davanti alla televisione, il padre di Nobita vede una pubblicità relativa ad un meraviglioso villaggio vacanze. Assonnato e poco cosciente, l'uomo prenota una vacanza senza rendersi conto di parlare con la televisione. Il giorno dopo l'uomo parla con la famiglia delle vacanze, solo per rendersi conto di non avere la minima idea di dove si trovi il resort della pubblicità. Improvvisamente nella stanza di Nobita compare una misteriosa valigia, che si rivela essere un magico portale per il villaggio vacanze, che è gestito da tanti piccoli robot di latta. La famiglia di Nobita decide di aderire alla vacanza offerta, inconsapevoli del fatto che la persona che ha organizzato tutto ha un piano segreto.

## Colonna sonora

### Sigle
| Giappone | Giappone                                         | Giappone         | Giappone |
| Tipo     | Titolo                                           | Cantante         |          |
| -------- | ------------------------------------------------ | ---------------- | -------- |
| Opening  | Doraemon no uta (ドラえもんのうた?)              | Satoko Yamano    |          |
| Ending   | Nani ka ī koto kitto aru (何かいい事きっとある?) | Wakako Shimazaki |          |

## Distribuzione
Il film è stato proiettato per la prima volta nelle sale cinematografiche giapponesi il 6 marzo 1993.